# فرودگاه شهرستان هایلند
فرودگاه شهرستان هایلند (به انگلیسی: Highland County Airport) یک فرودگاه همگانی بهره‌برداری هوایی است که یک باند فرود آسفالت دارد و طول باند آن ۱۰۷۳ متر است. این فرودگاه در شهر هیلسبورو، اوهایو کشور ایالات متحده آمریکا قرار دارد و در ارتفاع ۲۹۸ متری از سطح دریا واقع شده‌است.